# 市川喜紀
市川 喜紀（いちかわ よしき、1941年 - ）は、日本の教育者、岩手県立大学理事長。

## 来歴
1964年武蔵大学経済学部を卒業。同年日本銀行に入行し、貯蓄推進局調査役、仙台支店次長、考査役などを務める。1986年株式会社北日本相互銀行（現 北日本銀行）に入行し、取締役総合企画部長、常務取締役、専務取締役、常勤監査役などを務める。2004年きたぎんビジネスサービス株式会社取締役会長に就任。2005年4月より本学理事長。なお、この間、1999年～2003年岩手県学術研究振興財団理事、1999年度～2000年度岩手県経済同友会代表幹事、2001年～2005年盛岡大学監事などを務める。